# Selçuk Üniversitesi
Die Selçuk Üniversitesi (deutsch Seldschuken-Universität) ist eine staatliche Universität in der türkischen Stadt Konya. Sie trägt den Namen der türkischen Fürstendynastie der Seldschuken. Die Universität wurde 1975 gegründet und nahm den Unterricht 1976 mit zwei Fakultäten und 327 Studenten auf, Gründungsrektor war Ali Rıza Çetin.
2015 hatte die Universität 23 Fakultäten. Seit dem 26. Dezember 2011 ist Hakkı Gökbel als Nachfolger von Süleyman Okudan Rektor der Universität, die heute drei Standorte im Zentrum von Konya und einen weiteren in Karaman hat.

## Galerie

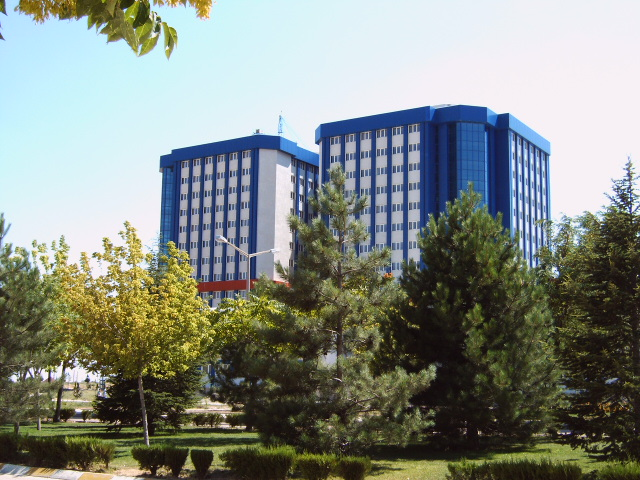
Medizinische Fakultät
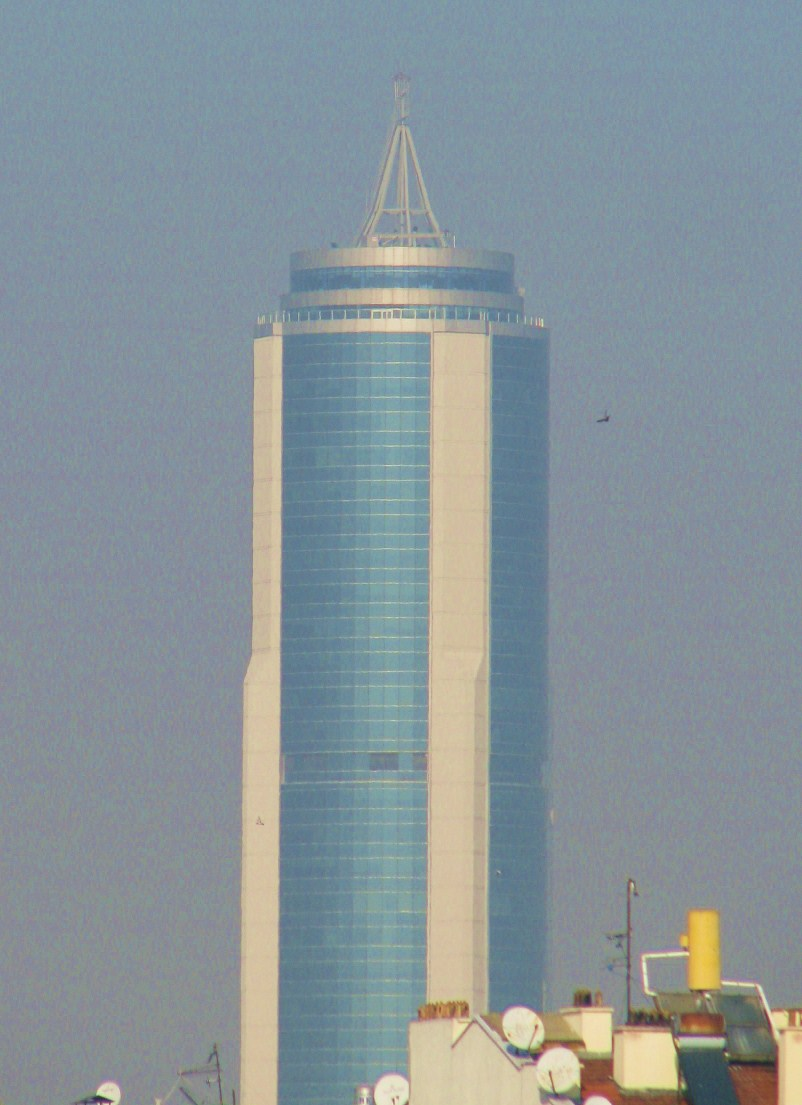
Selçuk-Turm

## Absolventen
- Hasan Balaman (1966–2016), türkischer Politiker
- Duran Çetin (* 1964), türkischer Schriftsteller
- Aslıhan Gürbüz (* 1983), türkische Schauspielerin